# Михайловский, Борис Васильевич
Бори́с Васи́льевич Михайло́вский (21 ноября (3 декабря) 1899, Москва — 23 февраля 1965, там же) — советский литературовед и искусствовед.

## Биография

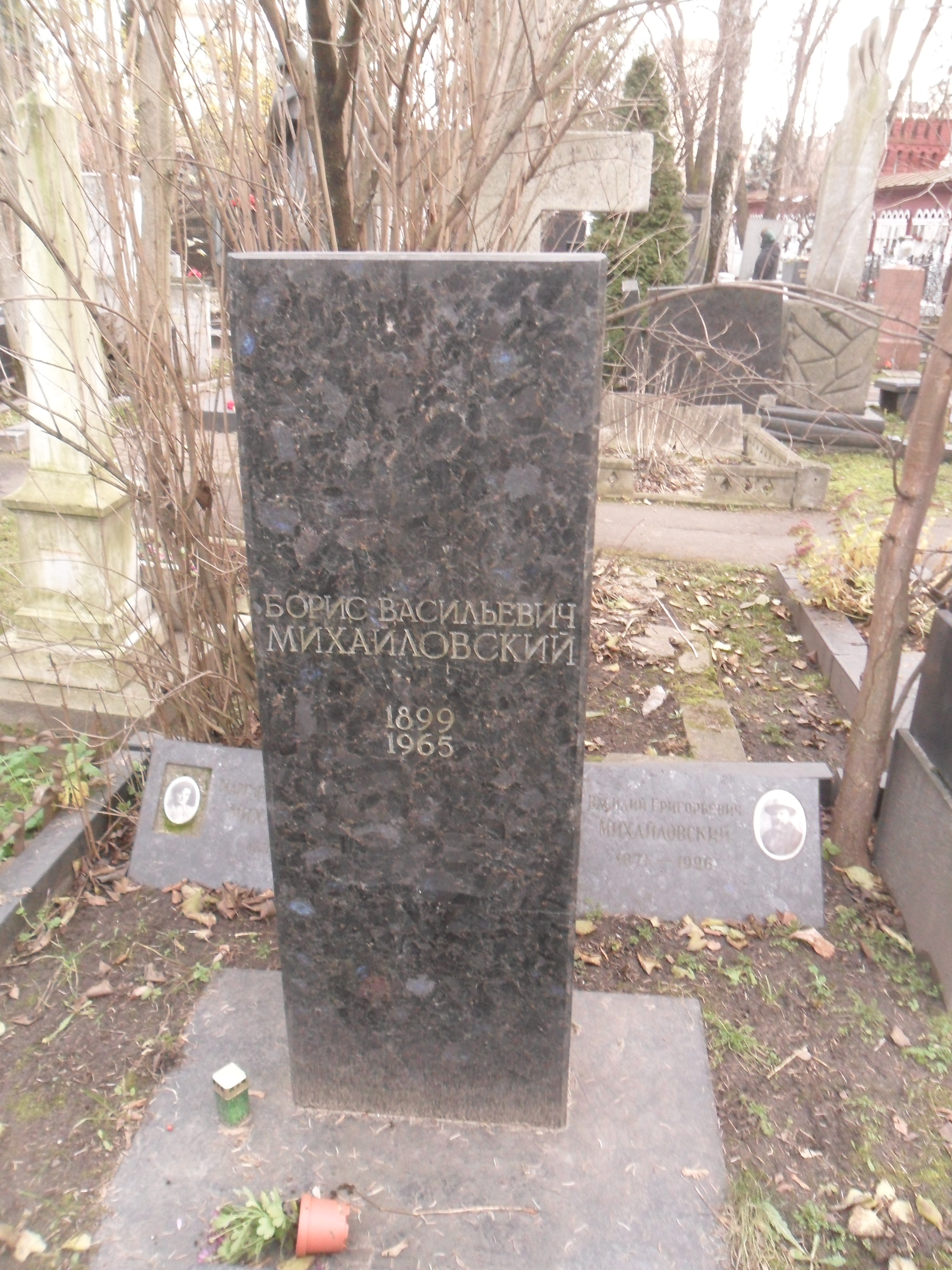
Могила Михайловского на Новодевичьем кладбище Москвы.

Родился в семье статистика и публициста В. Г. Михайловского (1871—1926). Учился музыке у А. Т. Гречанинова. В 1925 году окончил ВЛХИ, в 1929 году — аспирантуру при ГАХН.
Работал редактором «Литературной энциклопедии», преподавал в МИФЛИ. С 1943 года — профессор МГУ. С 1942 года также вёл работу в ИМЛИ АН СССР, в 1946—1960 годах заведовал сектором изучения М. Горького, возглавлял работу над 30-томным собранием сочинений Горького и над 4-томной летописью его жизни и творчества.

## Книги
- Русская литература XX века. С девяностых годов XIX века до 1917 г., М., 1939.
- Очерки истории древнерусской монументальной живописи со второй половины XIV в. до начала XVIII в., М. — Л., 1941 (совм. с Б. И. Пуришевым).
- Драматургия М. Горького эпохи первой русской революции, 2-е изд., М., 1955.
- Творчество М. Горького и мировая литература. 1892—1916, М., 1965.
- Творчество М. Горького. 2-е изд., 1954; 3-е изд., переработ., М., 1969 (совм. с Е. Б. Тагером).
- Избранные статьи о литературе и искусстве, М., 1969.